# Waya Sewa
Pour les articles homonymes, voir Waya (homonymie).

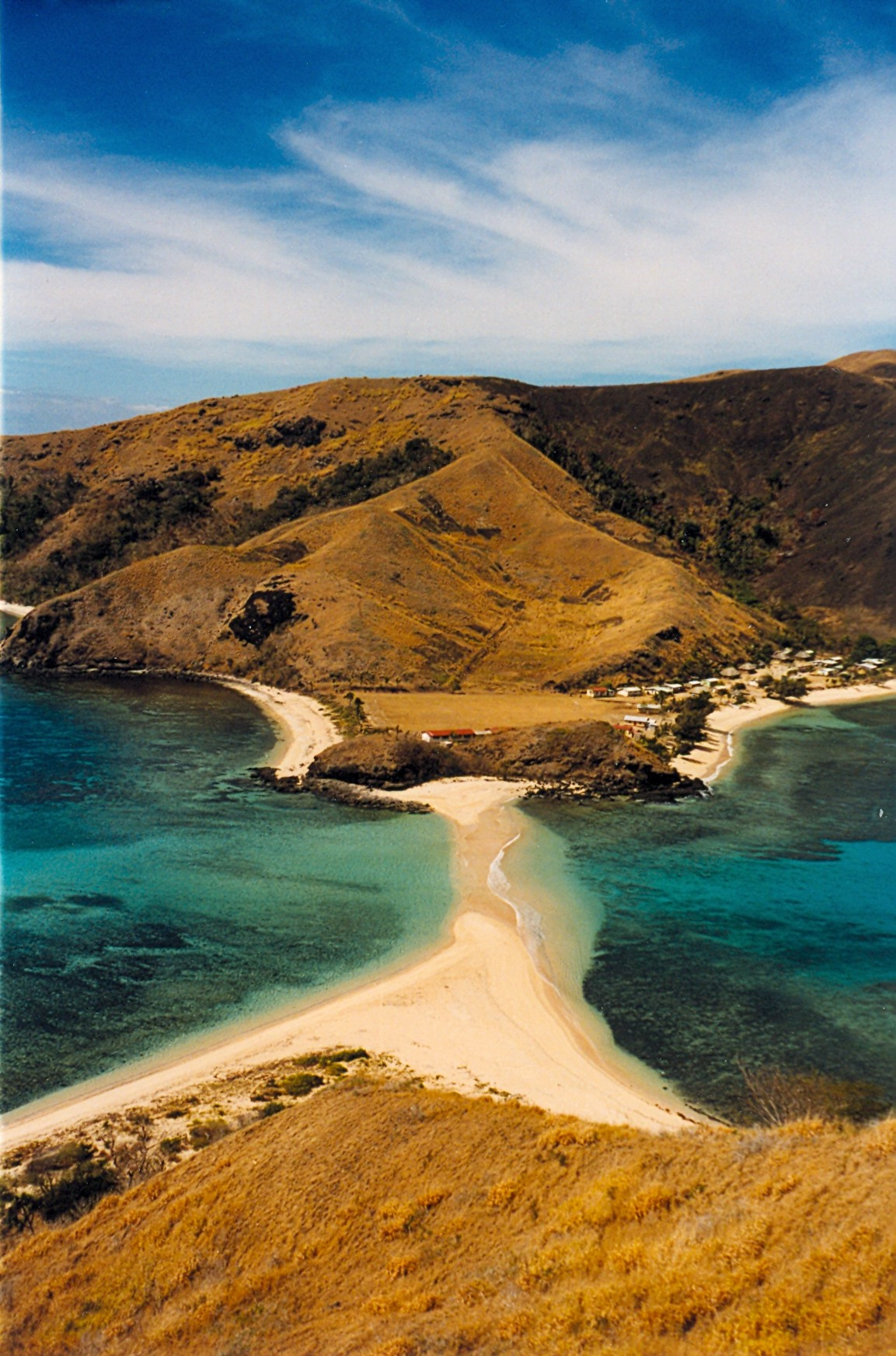
Bras de sable reliant les îles Waya et Waya Sewa

Waya Sewa  (c’est-à-dire « Petite Waya » en fidjien -pour la distinguer de sa voisine, Waya) est une île située dans l'archipel Yasawa dans la Division occidentale des îles Fidji.

## Annexe